# Boxe aux Jeux asiatiques de 1990
Navigation
Édition précédente Édition suivante
Les compétitions de boxe anglaise des Jeux asiatiques 1990 se sont déroulées du 22 septembre au 7 octobre à Pékin, Chine.

## Résultats

### Podiums
| Catégories                    | Or                 | Argent             | Bronze                                   |
| Poids mi-mouches (-48 kg)     | Yang Sik-jin       | Chatchai Sasakul   | Elias Recaido Seigi Ichikado             |
| Poids mouches (-51 kg)        | Lee Chang-kwan     | Muhammad Latif     | Liu Gang Vichairachanon Khadpo           |
| Poids coqs (-54 kg)           | Roberto Jalnaiz    | Hwang Kyung-sup    | Tseyen-Oidovyn Tserennyam Franky Mamuaya |
| Poids plumes (-57 kg)         | Raiman Boonthom    | Jin Myong-dol      | Zaigham Maseel Sandagsürengiin Erdenebat |
| Poids légers (-60 kg)         | Lee Jae-kwon       | Yu Chuan           | Leopoldo Cantancio Vongkot Chinda        |
| Poids super-légers (-63,5 kg) | Ahmad Mayez Khanji | Kunihiro Miura     | Arlo Chavez Nyamaagiin Altankhuyag       |
| Poids welters (-67 kg)        | Chainarong Kanha   | Liu Lijun          | Chitra Bahadur Gurung Chun Jin-chul      |
| Poids super-welters (-71 kg)  | Abrar Hussain      | Wang Yawei         | Gopal Devang Hendrik Simangunsong        |
| Poids moyens (-75 kg)         | Pino Bahari        | Bandiin Altangerel | Siamak Varzideh Liu Xinjun               |
| Poids mi-lourds (-81 kg)      | Bai Chongguang     | Ali Asghar Kazemi  | Muhammad Asghar Hong Ki-ho               |
| Poids lourds (-91 kg)         | Chae Seong-Bae     | Wang Weixiong      | Muhammad Sahib Damdinbazaryn Ganzorig    |
| Poids super-lourds (+91 kg)   | Baik Hyun-man      | Zhao Deling        | Dildar Ahmed Iraj Kiarostami             |

### Tableau des médailles
| Place | Pays              | Médaille d'or, Asie | Médaille d'argent, Asie | Médaille de bronze, Asie | Total |
| ----- | ----------------- | ------------------- | ----------------------- | ------------------------ | ----- |
| 1     | Corée du Sud      | 5                   | 2                       | 2                        | 9     |
| 2     | Thaïlande         | 2                   | 1                       | 1                        | 4     |
| 3     | Chine             | 1                   | 5                       | 2                        | 8     |
| 4     | Pakistan          | 1                   | 1                       | 4                        | 6     |
| 5     | Philippines       | 1                   | 0                       | 3                        | 4     |
| 6     | Indonésie         | 1                   | 0                       | 2                        | 3     |
| 7     | Syrie             | 1                   | 0                       | 0                        | 1     |
| 8     | Mongolie          | 0                   | 1                       | 4                        | 5     |
| 9     | Iran              | 0                   | 1                       | 2                        | 3     |
| 10    | Japon             | 0                   | 1                       | 1                        | 2     |
| 11    | Inde              | 0                   | 0                       | 1                        | 1     |
| 11    | Népal             | 0                   | 0                       | 1                        | 1     |
| 11    | Laos              | 0                   | 0                       | 1                        | 1     |
| Total | 13 pays médaillés | 12                  | 12                      | 24                       | 48    |